# 羽前水沢駅
羽前水沢駅（うぜんみずさわえき）は、山形県鶴岡市大広（おおひろ）にある、東日本旅客鉄道（JR東日本）・日本貨物鉄道（JR貨物）羽越本線の駅である。

## 歴史

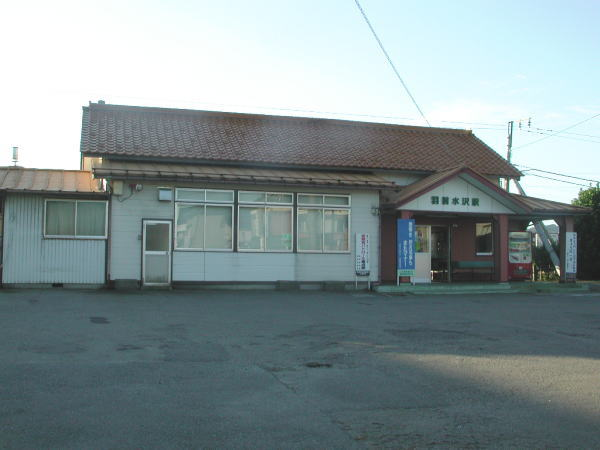
旧駅舎（2004年7月）

- 1926年（大正15年）9月5日：国有鉄道羽越本線の駅として開業[1][3]。一般駅[1]。
- 1972年（昭和47年）9月1日：専用線発着を除く貨物の取り扱いを廃止[1]。
- 1984年（昭和59年）2月1日：荷物の取り扱いを廃止[1]。
- 1987年（昭和62年）4月1日：国鉄分割民営化により、JR東日本・JR貨物の駅となる[1]。
- 1988年（昭和63年）3月13日：コンテナ貨物の取り扱いを開始。
- 2013年（平成25年）10月：新駅舎の使用を開始。
- 2014年（平成26年）5月ごろ：貨車によるコンテナ貨物の取り扱いを終了。
- 2020年（令和2年）2月ごろ：専用線への分岐器が撤去される。

## 駅構造
単式ホーム1面1線と島式ホーム1面2線、計2面3線のホームを持つ地上駅である。構内東側の単式ホームに隣接して駅舎が置かれており、その向かい側にある島式ホームとは跨線橋で連絡している。線名は、1番線が上り本線、2番線が中線、3番線が下り本線となっている。
酒田駅管理の無人駅である。

### のりば
| 番線 | 路線      | 方向                     | 行先                     |
| ---- | --------- | ------------------------ | ------------------------ |
| 1    | ■羽越本線 | 上り                     | 村上・新津方面           |
| 2    | ■羽越本線 | （上下ともに一部の列車） | （上下ともに一部の列車） |
| 3    | ■羽越本線 | 下り                     | 鶴岡・酒田・秋田方面     |

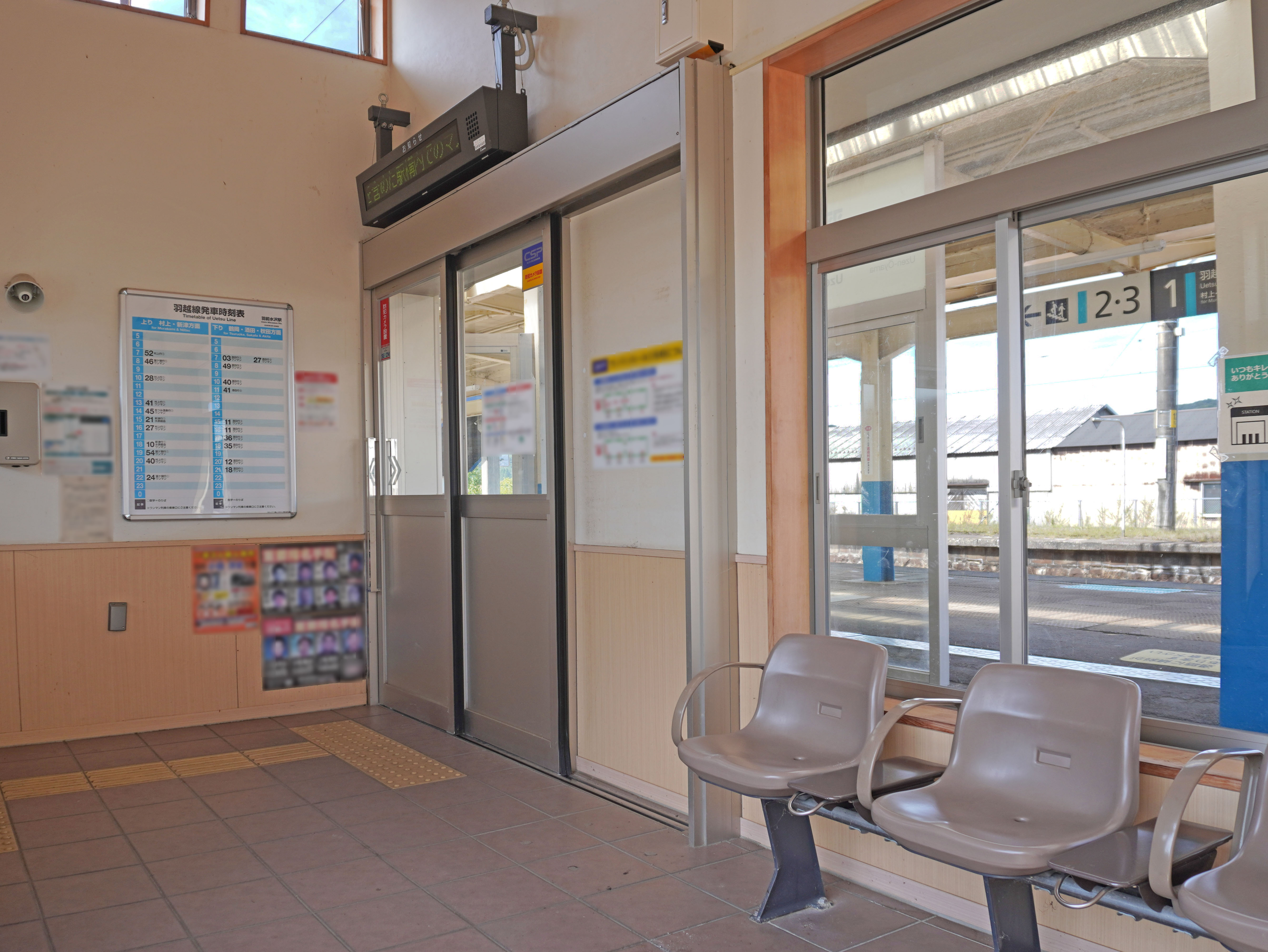
待合室（2022年9月）
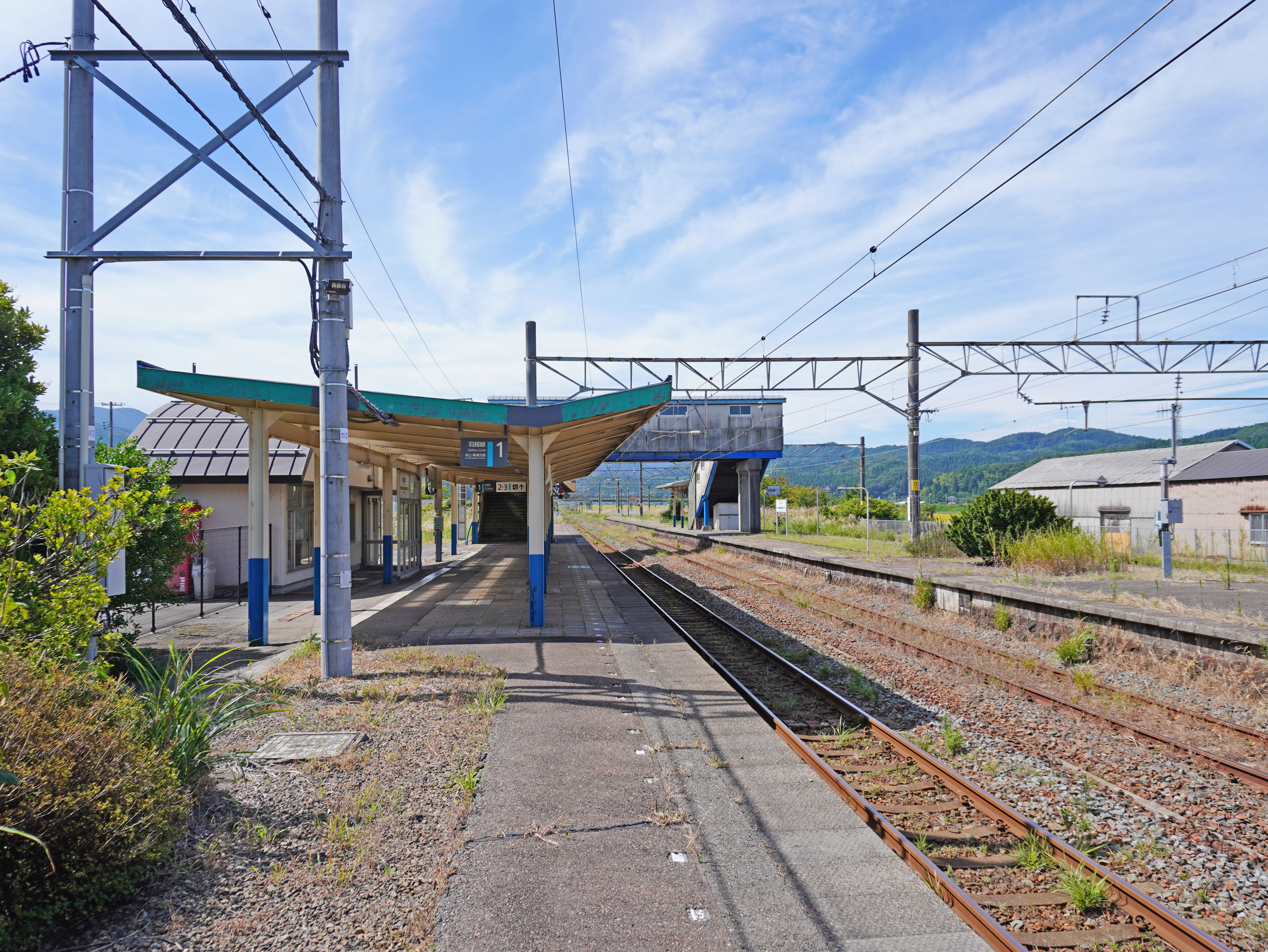
1番線ホーム（2022年9月）
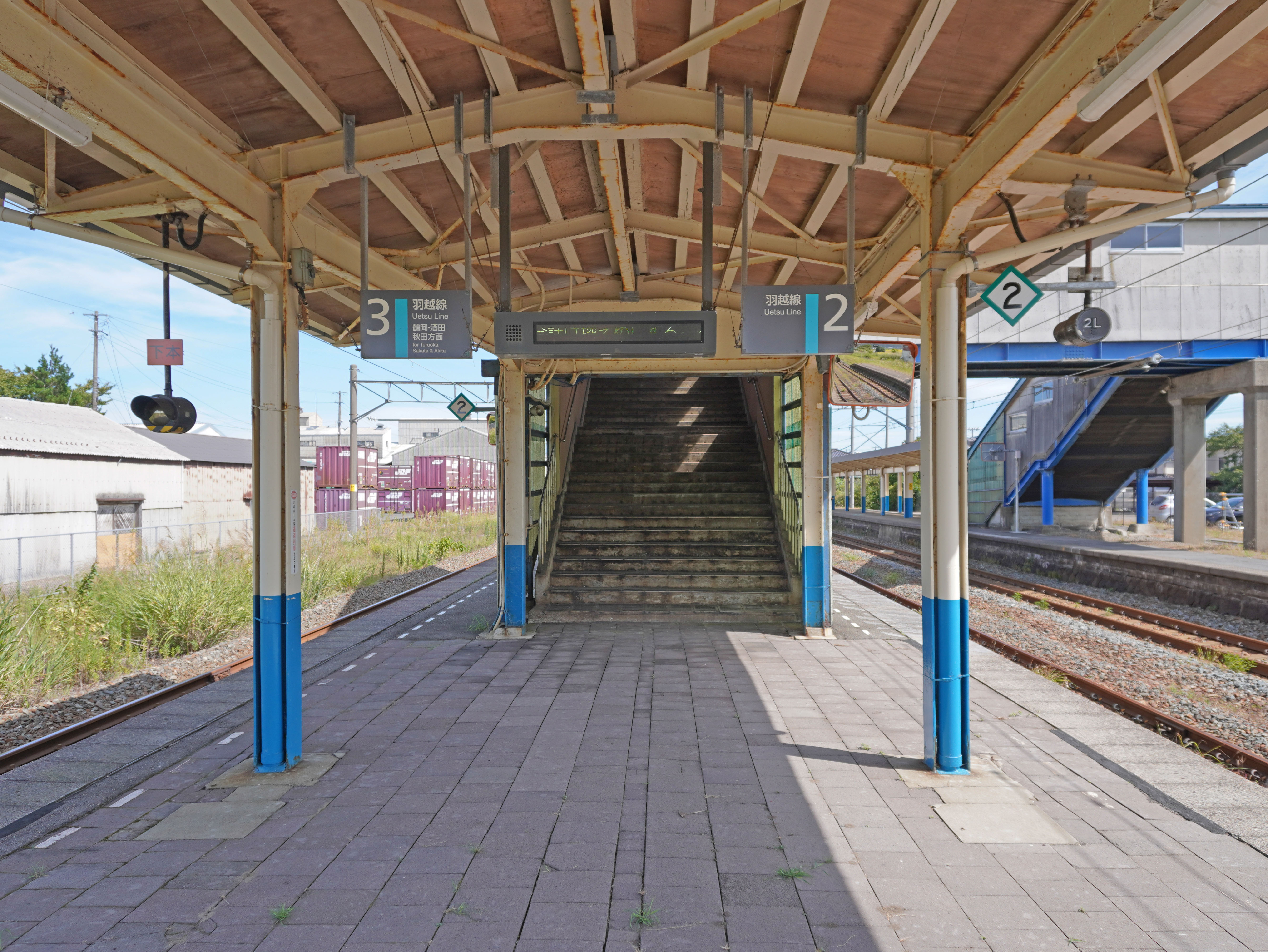
2・3番線ホーム（2022年9月）

### 貨物取扱・専用線
JR貨物の駅は、専用線発着のコンテナ貨物・専用線発着の車扱貨物の取り扱い駅となっていたが、現在は定期貨物列車の発着はない。
以前は駅北東にある水澤化学工業水沢工場へ至る専用線が駅から分岐していた。この専用線は、12フィートコンテナによる製品輸送やタンクコンテナによる化学薬品の輸送などに使用されていたが、2014年（平成26年）5月ごろをもってトラック輸送に切り替えられた。このため当駅は、『鉄道要覧』では2014年（平成26年）版から、『貨物時刻表』では2015年（平成27年）版からオフレールステーション（羽前水沢オフレールステーション）として扱われるようになった。2015年（平成27年）3月改正時点では、酒田港駅との間に6往復のトラック便が運行されている（『山形県の鉄道輸送』によると、「5月7日からトラック代行駅となり」とある）。羽前水沢オフレールステーションは、2017年（平成29年）3月31日を以って取り扱いを終了し、翌4月1日付で廃止された。
かつては、安中駅からタンク車で濃硫酸が到着していたが、タンクコンテナ化に伴い、2008年（平成20年）に廃止された。1985年（昭和60年）時点の常備貨車はタキ6050形（液体硫酸アルミニウム専用）3両、タキ15900形（液体硫酸アルミニウム専用）1両、水澤化学工業所有。

## 利用状況
1日平均乗車人員および年間乗車人員の推移は以下のとおりであった。
| 乗車人員推移        | 乗車人員推移    | 乗車人員推移    | 乗車人員推移    | 乗車人員推移 | 乗車人員推移 |
| 年度                | 1日平均乗車人員 | 1日平均乗車人員 | 1日平均乗車人員 | 年間乗車人員 | 出典         |
| 年度                | 一般            | 定期            | 合計            | 年間乗車人員 | 出典         |
| ------------------- | --------------- | --------------- | --------------- | ------------ | ------------ |
| 1955年（昭和30年）  |                 |                 | 585             | 213,968      | [ 9 ]        |
| 1965年（昭和40年）  |                 |                 | 757             |              | [ 10 ]       |
| 1970年（昭和45年）  |                 |                 | 607             |              | [ 11 ]       |
| 1975年（昭和50年）  |                 |                 | 416             |              | [ 12 ]       |
| 1987年（昭和62年）  |                 |                 | 146             | 53,300       | [ 13 ]       |
| 1988年（昭和63年）  |                 |                 | 129             | 47,100       | [ 13 ]       |
| 1989年（平成0元年） | 24              | 94              | 118             | 43,100       | [ 14 ]       |
| 1990年（平成02年）  | 22              | 87              | 109             | 39,800       | [ 14 ]       |
| 1991年（平成03年）  | 19              | 89              | 109             | 39,800       | [ 14 ]       |
| 1992年（平成04年）  | 18              | 87              | 105             | 38,400       | [ 14 ]       |
| 1993年（平成05年）  | 16              | 82              | 98              | 35,700       | [ 14 ]       |
| 1994年（平成06年）  | 14              | 71              | 85              | 31,100       | [ 14 ]       |
| 1995年（平成07年）  | 14              | 75              | 89              | 32,400       | [ 14 ]       |
| 1996年（平成08年）  | 15              | 62              | 77              | 28,000       | [ 14 ]       |
| 1997年（平成09年）  | 13              | 59              | 73              | 26,500       | [ 14 ]       |
| 1998年（平成10年）  | 13              | 53              | 66              | 24,000       | [ 14 ]       |
| 1999年（平成11年）  | 13              | 61              | 74              | 27,100       | [ 14 ]       |
| 2000年（平成12年）  | 12              | 54              | 66              | 24,200       | [ 14 ]       |
| 2001年（平成13年）  | 12              | 59              | 70              | 25,700       | [ 14 ]       |
| 2002年（平成14年）  | 11              | 47              | 58              | 21,100       | [ 14 ]       |
| 2003年（平成15年）  | 11              | 47              | 58              | 21,200       | [ 14 ]       |
| 2004年（平成16年）  | 10              | 32              | 41              | 15,100       | [ 14 ]       |
| 2005年（平成17年）  | 10              | 35              | 44              | 16,100       | [ 14 ]       |
| 2006年（平成18年）  | 9               | 35              | 44              | 16,200       | [ 14 ]       |
| 2007年（平成19年）  | 10              | 29              | 39              | 14,100       | [ 14 ]       |
| 2008年（平成20年）  | 8               | 30              | 38              | 13,800       | [ 14 ]       |
| 2009年（平成21年）  | 7               | 35              | 42              | 15,200       | [ 14 ]       |

## 駅周辺
- 水澤化学工業水沢工場
- 国道7号
- 羽前水沢郵便局

## 隣の駅
東日本旅客鉄道（JR東日本）
■羽越本線
三瀬駅 - 羽前水沢駅 - 羽前大山駅